# آدریان شوت
آدریان شوت (انگلیسی: Adrian Șut؛ زادهٔ ۳۰ آوریل ۱۹۹۹) بازیکن فوتبال اهل رومانی است.
از باشگاه‌هایی که در آن بازی کرده‌است می‌توان به باشگاه فوتبال استوا بخارست و آ.اس.آ ترگو مورش اشاره کرد.